# Neobrachista javae
Neobrachista javae är en stekelart som beskrevs av Girault 1917. Neobrachista javae ingår i släktet Neobrachista och familjen hårstrimsteklar. Inga underarter finns listade i Catalogue of Life.